# Cuarto gabinete ministerial del gobierno de Pedro Castillo
El cuarto gabinete ministerial del Gobierno de Pedro Castillo fue el gabinete del Gobierno de la República del Perú, entre el 8 de febrero y el 25 de noviembre de 2022. Pedro Castillo fue investido presidente de la República, tras ganar en las elecciones generales de 2021.

## Contexto
La designación del cuarto gabinete se da en el contexto de un intento de resolver una crisis política. A la renuncia de Mirtha Vásquez el 31 de enero de 2022 y del segundo gabinete Castillo, le sigue el nombramiento al día siguiente de Héctor Valer y del tercer gabinete.
La mayoría de los grupos parlamentarios anunciaron que no votarían por el nuevo gabinete, que dimitió el 5 de febrero. Pedro Castillo consulta entonces a varios asesores, familiares y ministros hasta el 7 de febrero.
Por ejemplo, el 6 de febrero consultó durante cuatro horas al ministro Roberto Sánchez, o incluso a Hernando Cevallos y al exministro Jorge Nieto, estos tres nombres se rumorea para ser presidente del Consejo. Mientras que Perú Libre ofrece Waldemar Cerrón.
Finalmente, luego de tres días de incertidumbre y varias consultas, Pedro Castillo anunció su gobierno la noche del 7 de febrero. A las 19 horas, una hora antes de la ceremonia, la prensa suscitó el rumor del próximo nombramiento de Aníbal Torres.

## Historia

### Nombramiento
El 8 de febrero a las 20:15 horas, Aníbal Torres fue designado Presidente del Consejo de Ministros y luego prestó juramento. En este cargo se nombra al exministro de Justicia de tres gabinetes, cuyo nuevo gabinete quiere ser, según el presidente, "amplio" y abierto a las "fuerzas políticas".

### Estrategia y reacciones
La composición del gabinete desde el punto de vista de la coalición sigue siendo la misma que la anterior, sin embargo, ésta parece poder tranquilizar más al Congreso, pues está integrada por 14 ministros independientes, una primicia en un gabinete de Castillo.
Esta mayoría de ministros independientes parece una estrategia para asegurar que los 66 votos necesarios en el voto de confianza, incluidos los de los partidos de centro o centroderecha, sean imprescindibles. Sin embargo, estos mismos partidos (APP, AP y SP) parecen desconfiados y determinarán su voto durante la sesión de presentación.
Otra estrategia parece ser visible en la composición del gabinete, ya que Pedro Castillo ha designado una mayoría de ministros afiliados o cercanos a Perú Libre, sin duda una estrategia para evitar la votación a la vacancia presidencial por parte de este mismo partido y para evitar divisiones anteriores en el apoyo del gobierno.
A pocos días del anuncio del nombramiento, las reacciones se multiplican, deplorando en particular la salida de Hernando Cevallos, elogiado unánimemente por su gestión de la crisis del Covid-19 y la campaña de vacunación. Su sucesor, Hernán Condori, es criticado por su ejercicio de la medicina y promociones de productos farmacéuticos como el agua de racimo, el Colegio Médico del Perú exige su renuncia.
Este nombramiento provocó una crisis dentro del Ministerio de Salud, lo que provocó la renuncia del Viceministro de Salud Pública, Gustavo Rosell, y de cinco asesores. El mismo día, a causa de la polémica, el Partido Morado presentó una moción para citar al ministro al Congreso.

### Voto de confianza
El voto de confianza al gabinete de Aníbal Torres tiene lugar ante el Congreso el 8 de marzo de 2022, al término del discurso del Presidente del Consejo y el debate entre los parlamentarios que duró casi cinco horas, y una manifestación en a favor del gobierno que tiene lugar al mismo tiempo ante la institución parlamentaria, el gabinete obtiene la confianza del parlamento unicameral con 64 votos a favor, 58 en contra y 2 abstenciones.
Como era de esperar, el Gobierno recibió una pequeña dosis de votos a favor gracias a los grupos minoritarios de PD, SP y PP, y las voces minoritarias de APP que también votaron a favor y se beneficiaron del apoyo casi unánime de AP.

## Evolución

### Renuncia de Juan Silva Villegas
El 24 de febrero de 2022, fue firmada por 33 parlamentarios y radicada en el Congreso de la República una moción de censura contra el ministro de Transporte, Juan Silva Villegas. Este fue creado por iniciativa del grupo Fuerza Popular, y suscrito también por otros grupos opositores de centro-derecha o de derecha como Renovación Popular, Avanza País, Alianza para el Progreso y Somos Perú.
La moción de censura se refiere a un nombramiento del ministro sin que éste tenga “la capacidad y aptitud necesarias para el ejercicio del cargo, ni registre ningún tipo de experiencia, educación o formación en la administración pública, menos aún en el área de transportes y comunicaciones”, los parlamentarios subrayaron que la gestión y el balance del Ministro tenían “un número incalculable de errores e ilegalidades” .
La voluntad de armar una red y numerosos hechos de corrupción es subrayada por un informe del Contralor General de la República, Nelson Shack y la Viceministra renunciante Fabiola Caballero.
El 1 de marzo de 2022, se debate en el Congreso en sesión la moción de censura. Comenzó a las 8 de la noche y se suspendió dos horas después alrededor de las 10 de la noche con el anuncio en Twitter de Pedro Castillo de la renuncia de su ministro Juan Silva Villegas.
El 5 de marzo de 2022, a pocos días de la renuncia de Juan Silva Villegas, el presidente Castillo decidió nombrar Ministro de Transportes y Comunicaciones a Nicolás Bustamante, quien fue juramentado esa misma noche.

### Destitución de Hernán Condori
El 31 de marzo de 2022 se debate en pleno del Congreso de la República una moción de censura contra el ministro de Salud Hernán Condori. Al final del debate, el ministro es censurado con 71 votos a favor, 32 en contra y 13 abstenciones. Esto se debe a la mala gestión de la crisis del Covid-19 por parte del ministro Condori y diversas controversias en torno a su pasado profesional.
El 7 de abril de 2022 asumió como ministro de Salud Jorge López Peña, hasta entonces viceministro de Condori.

### Rediseño en mayo de 2022

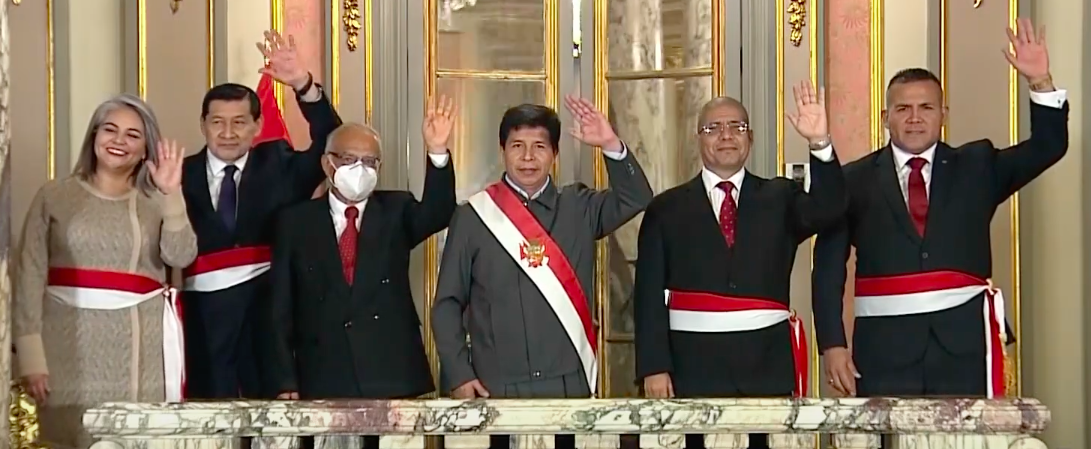
Los cuatro nuevos ministros durante la toma de posesión del 23 de mayo de 2022. (De izquierda a derecha: Alessandra Herrera, Juan Barranzuela, Aníbal Torres, Pedro Castillo, Dimitri Senmache y Javier Arce).

El 23 de mayo de 2022, en medio de la acumulación de varias mociones de censura del Congreso hacia algunos ministros con polémica actuación, el presidente Castillo decidió una remodelación de su cuarto gobierno en las carteras de Interior, Transporte, Desarrollo Agrario y Energía y Minas.
Tras el anuncio de la remodelación, Waldemar Cerrón evoca que estas decisiones "fueron tomadas sin consultar al Partido, a las bancadas de Perú Libre y a la bancada Magisterial, son decisiones propias del Presidente", destacando que este nuevo grupo (el bloque Magisterial) no fue tenido en cuenta en la reorganización.
El exministro del Interior Alfonso Chávarry fue objeto de una citación y moción de censura en el Congreso, debido a su manejo de las protestas de 2022 en Perú en marzo pasado que causaron muertos y daños generalizados. Esta moción había sido presentada a iniciativa de los representantes electos de Juntos por el Perú, miembro del gobierno.
El exministro de Desarrollo Agrario Óscar Zea estuvo en el centro de dos polémicas y una crítica a su actuación. El país, afectado por una crisis de fertilizantes, y cuya actuación del ministro es criticada y una polémica en torno al secretario general del ministro. Pero además, el ministro había atacado al presidente de la Convención Nacional de la Agricultura Peruana (Conveagro) Clímaco Cárdenas, provocando una polémica.
El exministro de Energía y Minas, Carlos Palacios fue objeto de críticas por su actuación, blanco de mociones de interpelación y censura, y los nombramientos criticados al interior del ministerio. Fue denunciado por los parlamentarios a quienes presuntamente nombró dentro de la administración según afiliaciones políticas y no según cualidades profesionales en puestos directivos.
Tres de los nuevos ministros (Interior, Transportes, Energía y Minas) son autónomos y con una trayectoria ligada a su experiencia profesional. Mientras que en Desarrollo Agrario se conserva a un miembro del Perú libre, pero sin tener experiencia profesional.

### Moción de censura de Betssy Chávez
El 26 de mayo de 2022, Betssy Chávez, ministra de Trabajo y única miembro del gobierno del Perú Democrático, fue censurada por el Congreso de la República con 71 votos a favor, 28 en contra y 12 abstenciones. Los grupos de oposición de Fuerza Popular, RP, Avanza País y APP motivaron la censura al mencionar una mala gestión de la acción del ministerio y una huelga de controladores aéreos en abril de 2022.
Durante una moción previa de interpelación y convocatoria de la ministra el 12 de mayo de 2022, Betssy Chávez había respondido preguntas de funcionarios electos sobre este mismo paro, las respuestas de la ministra, según los parlamentarios de derecha, no fueron satisfactorias en el expediente. Según la ministra, fue más censurada por proyectos no mencionados el 12 de mayo, como la reforma del anteproyecto de Código del Trabajo.
Sin embargo, las voces de los grupos opositores de derecha antes mencionados no son suficientes para obtener la censura de un ministro, y este escenario ha surgido gracias a las voces disidentes. La Ministra también tuvo 9 votos por su censura a Perú Libre, en particular a los parlamentarios “cerronistas” (miembros del ala de Waldemar Cerrón dentro del partido) y 1 voto por el Bloque Magisterial de Concertación Nacional.
Esta decisión de censurar al Ministro de Trabajo se da en un contexto de tensiones entre Pedro Castillo y Perú Libre, con el nombramiento de cuatro nuevos ministros independientes en mayo de 2022. El día anterior a la votación de la moción de censura, Waldemar Cerrón se reunió con Pedro Castillo en Palacio de Gobierno, refiriéndose a una “conversación con el presidente como aliados, no compañeros”, endureciendo el tono hacia el mandatario.
Uno de los aliados de la coalición, Perú Democrático, es crítico con los parlamentarios de Perú Libre, probablemente porque el grupo pierde al único ministro de sus filas. El funcionario electo Guillermo Bermejo evocando por ejemplo que "hay gente que merodea por el palacio de gobierno, que demuestra por qué el voto de un grupo, que votó con los contratistas individuales, y que pretenden dar un golpe parlamentario contra al gobierno censurar a un ministro en una acusación que ni siquiera están de acuerdo”, en referencia a la conducta de Cerrón.
Esta dimensión de “lucha libre” y tensiones con ciertos miembros de Perú Libre se confirmó la misma noche de la moción de censura, ya que los parlamentarios que votaron por la censura expresaron la necesidad de nombrar a un miembro de Perú Libre como Ministro de Trabajo.
El 30 de mayo de 2022, Pedro Castillo decidió designar a Juan Lira Loayza como Ministro de Trabajo y Promoción del Empleo. Hasta entonces, era director general de la Dirección General de Derechos Fundamentales, Salud y Seguridad en el Trabajo del mismo ministerio.

### Renuncia de Javier Arce
El 22 de mayo de 2022, Javier Arce Alvarado es designado Ministro de Desarrollo Agrario y Riego.
El 5 de junio siguiente, luego de dos semanas como ministro, Arce anuncia su renuncia por la falta de mención en su affidávit de su condena a prisión por el presunto delito de usurpación de cargo y otras investigaciones en curso. El presidente Castillo lo acepta el mismo día.

### Renuncia rechazada por Aníbal Torres
El 3 de agosto de 2022, Aníbal Torres anuncia y presenta su renuncia como Presidente del Consejo de Ministros al Presidente Castillo. Éste evoca motivos personales, en particular el deseo de retomar su vida académica y universitaria. Esta renuncia se produce en un contexto de fuerte desaprobación, con el 66% de los peruanos encuestados por Ipsos Perú queriendo que Torres renuncie.
Según el diario El Comercio, el presidente está considerando varios sucesores. En particular, el ministro de Cultura, Alejandro Salas, quien recientemente renunció a su partido Somos Perú y mostró su apoyo al presidente. Cabe destacar que el ministro se reunió con Pedro Castillo en dos ocasiones, el lunes 1 de agosto y el martes 2 de agosto, con reuniones de dos horas de duración.
También estarían en estudio otros dos nombres, el de la exministra Betssy Chávez, censurada y que genera debate incluso dentro de la izquierda, por haberse reunido durante tres horas con Pedro Castillo el lunes 1 de agosto. El segundo nombre estudiado sería el de Roberto Sánchez, histórico ministro de Juntos por el Perú, último miembro del partido de izquierda en el gobierno.
El 5 de agosto de 2022, es decir dos días después de la renuncia de Aníbal Torres, Pedro Castillo anunció que la rechazaría, prefiriendo realizar una remodelación de gabinete. Este reordenamiento se explica por la actual crisis política, los diversos casos judiciales a los que está sujeto, el temor de no poder lograr que el Congreso acepte un nuevo gobierno y la negativa del voto de confianza.

### Rediseño del 5 de agosto de 2022
El 5 de agosto de 2022, el presidente Castillo decidió una remodelación de su cuarto gabinete en las carteras de Relaciones Exteriores, Vivienda y Construcción, Transporte, Economía y Finanzas, Trabajo y Cultura.
El nuevo Ministro de Relaciones Exteriores Miguel Rodríguez Mackay es abogado especialista en derecho internacional. Desde la elección de Pedro Castillo, ha sido miembro del gabinete de diferentes ministros en varias ocasiones. En el tema de las relaciones internacionales, es cercano al presidente, compartiendo la importancia del Foro de São Paulo para la estructuración de la izquierda latinoamericana.
El nuevo Ministro de Economía y Finanzas Kurt Burneo es un reconocido economista, fue asesor económico de los candidatos y luego presidentes Alejandro Toledo y Ollanta Humala, este último lo nombró Ministro de la Producción en 2011.
Las otras cuatro carteras ven un cambio de atribución y la designación de un nuevo ministro, César Paniagua de Vivienda y Construcción, mientras que el exministro de esta misma cartera, Geiner Alvarado, es designado de Transportes.
Hay un cambio entre la cartera de Trabajo y Cultura, pasando Alejandro Salas al Ministerio de Trabajo, y dejando su lugar en Cultura a la censurada exministra Betssy Chávez. Este nombramiento también marca el regreso al gobierno del grupo Perú Democrático.

### Nombramientos del 24 de agosto de 2022

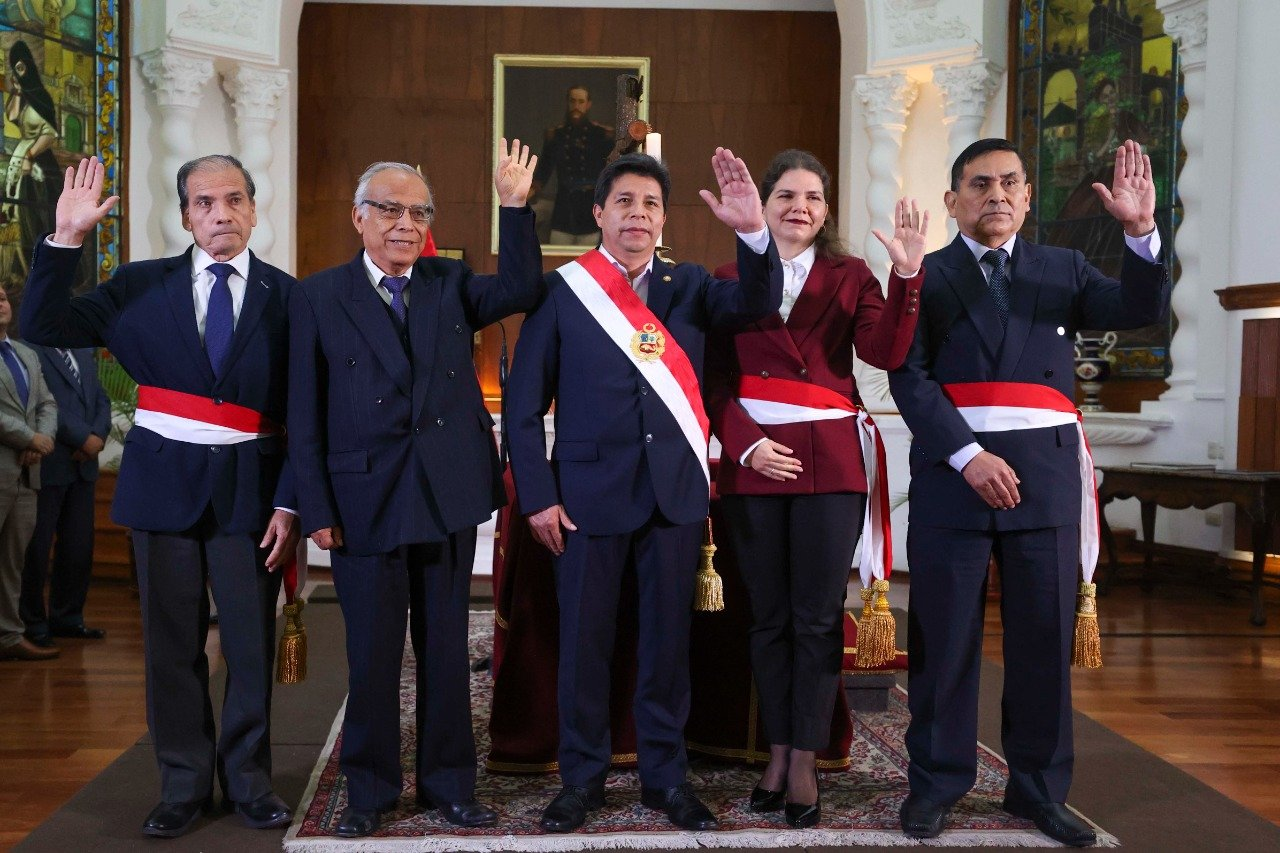
Los tres nuevos ministros durante la toma de posesión del 24 de agosto de 2022. (De izquierda a derecha: Wilbert Rozas, Aníbal Torres, Pedro Castillo, Claudia Dávila y Richard Tineo).

El 24 de agosto de 2022, a pocos días del anuncio del anuncio de renuncia del Ministro José Luis Gavidia, Pedro Castillo nombra nuevo Ministro de Defensa y nuevos nombramientos para el Medio Ambiente y para la Mujer y Poblaciones Vulnerables.
El nuevo ministro de Defensa, Richard Tineo, es abogado y general retirado del ejército. Antes de ser nombrado Ministro, Tineo era director general de la Dirección General de Políticas de Comunicación y Regulación del Ministerio de Transportes desde mayo de 2022.
El nuevo ministro de Medio Ambiente, Wilbert Rozas, es un exdiputado peruano y dos veces alcalde de dos ciudades diferentes. Es miembro de Frente Amplio, firmando la vuelta del partido al gobierno, aunque no ha sido elegido en el Congreso.
La nueva Ministra de la Mujer y Poblaciones Vulnerables Claudia Dávila es abogada, cuenta con experiencia profesional en instituciones, estudios jurídicos y ONG. Por ejemplo, fue asesora del Viceministerio de Poblaciones Vulnerables dentro del Ministerio de la Mujer, y ocupó diversos cargos en los gabinetes de Gobernación y Justicia.

### Rediseño del 13 de septiembre de 2022

#### Renuncia de Miguel Rodríguez Mackay
El 10 de septiembre de 2022, Miguel Rodríguez Mackay renunció como Ministro de Relaciones Exteriores. Después de un mes como ministro, el principal desacuerdo fue notablemente con el presidente Castillo sobre el reconocimiento y restablecimiento de los lazos diplomáticos de la República Árabe Saharaui Democrática, que Castillo restableció dos días antes, el 8 de septiembre.

#### Modificaciones de ministerios
El presidente Castillo se ve obligado, por lo tanto, a realizar una remodelación como consecuencia de la renuncia del Ministro de Relaciones Exteriores. El 13 de septiembre de 2022, Castillo juramentó a dos nuevos ministros, decidió traer de regreso al Ministerio de Relaciones Exteriores al exministro César Landa, presente en el gobierno hasta  agosto.
El presidente también decidió remodelar la cartera del Ministerio de Desarrollo Agrario al nombrar a Jenny Ocampo, ingeniera agrónoma, debido a las numerosas críticas a la actuación de Andrés Alencastre por parte del propio Castillo.

### Rediseño del 24 de septiembre de 2022
El 24 de septiembre, Castillo remodela dos carteras, en particular la del Ministerio de Transporte por la censura del Congreso del ministro Geiner Alvarado el 15 de septiembre,  acusado de estar al frente de una organización criminal que realiza acciones de corrupción, con Pedro Castillo. El presidente designa al ministro de Defensa, Richard Tineo, producto de la reorganización del 13 de septiembre, en la cartera de Transportes.
Por ello, el presidente Castillo procedió a sustituir la cartera de Defensa, mediante el nombramiento de un oficial retirado de la Fuerza Aérea y colaborador del ministro Roberto Sánchez, Daniel Barragán.

### Rediseño del 27 de octubre de 2022
El 27 de octubre, ante la destitución del ministro de Salud Jorge López Peña por parte de Pedro Castillo el 23 de octubre, acusado de peculado para comprar un apartamento, se procedió a la reorganización de cartera. El presidente decide el nombramiento de Kelly Portalatino, diputada de Perú Libre, lo que marca el regreso del partido al gobierno desde las rupturas de mayo de 2022.
La nueva ministra es un espíritu libre dentro del partido y dentro de la coalición de gobierno, siendo parte de la escisión interna del partido negando la confianza en el segundo gabinete Castillo encabezado por Mirtha Vásquez, votando a favor de la moción de censura de los ministros Geiner Alvarado y Betssy Chávez, y criticando la actuación de Aníbal Torres y Dina Boluarte.
Durante su postulación y con motivo de su primera entrevista, manifiesta que su postulación es la elección y la propuesta del premier Aníbal Torres, por su experiencia legislativa en temas de salud, en particular la mejora de la atención.
Durante la censura al ministro Hernán Condori en abril de 2022, el presidente del grupo parlamentario de Perú Libre Waldemar Cerrón afirmó que “Kelly Portalatino siempre ha sido una opción (…) Obviamente, cada uno de nosotros puede tener esa posibilidad y esta obra” (al Ministerio de Salud). Castillo viene así a satisfacer una petición histórica de la izquierda radical.

### Renuncia de Aníbal Torres
Aníbal Torres finalmente renunció el 24 de noviembre cuando el Congreso se negó a realizar un voto de confianza.

## Composición
| Función                                            | Retrato | Titular                           | Período                  | Período                  | Partido                    | Ref.   |
| -------------------------------------------------- | ------- | --------------------------------- | ------------------------ | ------------------------ | -------------------------- | ------ |
| Presidencia de la República                        |         | José Pedro Castillo Terrones      | 28 de julio de 2021      | 7 de diciembre de 2022   | PL (2021-2022) Ind. (2022) |        |
| Consejo de Ministros                               |         |                                   |                          |                          |                            |        |
| Presidencia del Consejo de Ministros               |         | Aníbal Torres Vásquez             | 8 de febrero de 2022     | 25 de noviembre de 2022  | Ind.                       |        |
| Ministerio de Relaciones Exteriores                |         | César Rodrigo Landa Arroyo        | 1 de febrero de 2022     | 5 de agosto de 2022      | Ind.                       |        |
| Ministerio de Relaciones Exteriores                |         | Miguel Ángel Rodríguez Mackay     | 5 de agosto de 2022      | 9 de septiembre de 2022  | Ind.                       | [ 48 ] |
| Ministerio de Relaciones Exteriores                |         | César Rodrigo Landa Arroyo        | 13 de septiembre de 2022 | 25 de noviembre de 2022  | Ind.                       |        |
| Ministerio de Defensa                              |         | José Luis Gavidia Arrascue        | 1 de febrero de 2022     | 17 de agosto de 2022     | Ind.                       | [ 43 ] |
| Ministerio de Defensa                              |         | Richard Washington Tineo Quispe   | 24 de agosto de 2022     | 24 de septiembre de 2022 | Ind                        | [ 54 ] |
| Ministerio de Defensa                              |         | Daniel Hugo Barragán Coloma       | 24 de septiembre de 2022 | 25 de noviembre de 2022  | UPP                        |        |
| Ministerio de Economía y Finanzas                  |         | Óscar Miguel Graham Yamahuchi     | 1 de febrero de 2022     | 5 de agosto de 2022      | Ind.                       |        |
| Ministerio de Economía y Finanzas                  |         | Kurt Johnny Burneo Farfán         | 5 de agosto de 2022      | 25 de noviembre de 2022  | Ind.                       | [ 42 ] |
| Ministerio del Interior                            |         | Alfonso Gilberto Chávarry Estrada | 1 de febrero de 2022     | 22 de mayo de 2022       | Ind.                       |        |
| Ministerio del Interior                            |         | Dimitri Nicolás Senmache Artola   | 22 de mayo de 2022       | 2 de julio de 2022       | Ind.                       | [ 61 ] |
| Ministerio del Interior                            |         | Cosme Mariano González Fernández  | 4 de julio de 2022       | 19 de julio de 2022      |                            | [ 62 ] |
| Ministerio del Interior                            |         | Willy Arturo Huerta Olivas        | 19 de julio de 2022      | 25 de noviembre de 2022  | Ind.                       |        |
| Ministerio de Justicia y Derechos Humanos          |         | Ángel Fernando Yldefonso Narro    | 8 de febrero de 2022     | 19 de marzo de 2022      | Ind.                       |        |
| Ministerio de Justicia y Derechos Humanos          |         | Félix Inocente Chero Medina       | 19 de marzo de 2022      | 25 de noviembre de 2022  | Ind.                       |        |
| Ministerio de Educación                            |         | Rosendo Leoncio Serna Román       | 28 de diciembre de 2021  | 25 de noviembre de 2022  | Ind.                       |        |
| Ministerio de Salud                                |         | Hernán Yury Condori Machado       | 8 de febrero de 2022     | 3 de abril de 2022       | Ind.                       | [ 63 ] |
| Ministerio de Salud                                |         | Jorge Antonio López Peña          | 7 de abril de 2022       | 27 de octubre de 2022    | Ind.                       | [ 55 ] |
| Ministerio de Salud                                |         | Kelly Roxana Portalatino Ávalos   | 27 de octubre de 2022    | 25 de noviembre de 2022  | PL                         | [ 56 ] |
| Ministerio de Desarrollo Agrario y Riego           |         | Óscar Zea Choquechambi            | 8 de febrero de 2022     | 22 de mayo de 2022       | PL                         |        |
| Ministerio de Desarrollo Agrario y Riego           |         | Javier Fernando Arce Alvarado     | 22 de mayo de 2022       | 6 de junio de 2022       | Ind.                       | [ 35 ] |
| Ministerio de Desarrollo Agrario y Riego           |         | Andrés Rimsky Alencastre Calderón | 7 de junio de 2022       | 13 de septiembre de 2022 | Ind.-PL                    |        |
| Ministerio de Desarrollo Agrario y Riego           |         | Jenny Patricia Ocampo Escalante   | 13 de septiembre de 2022 | 25 de noviembre de 2022  | Ind.                       | [ 64 ] |
| Ministerio de Trabajo y Promoción del Empleo       |         | Betssy Betzabet Chávez Chino      | 6 de octubre de 2021     | 28 de mayo de 2022       | PL                         | [ 65 ] |
| Ministerio de Trabajo y Promoción del Empleo       |         | Juan Ramón Lira Loayza            | 29 de mayo de 2022       | 5 de agosto de 2022      | Ind.                       |        |
| Ministerio de Trabajo y Promoción del Empleo       |         | Alejandro Antonio Salas Zegarra   | 5 de agosto de 2022      | 25 de noviembre de 2022  | Ind.                       | [ 66 ] |
| Ministerio de la Producción                        |         | Jorge Luis Prado Palomino         | 17 de noviembre de 2021  | 25 de noviembre de 2022  | Ind.                       |        |
| Ministerio de Comercio Exterior y Turismo          |         | Roberto Helbert Sánchez Palomino  | 29 de julio de 2021      | 25 de noviembre de 2022  | JP                         |        |
| Ministerio de Energía y Minas                      |         | Carlos Sabino Palacios Pérez      | 8 de febrero de 2022     | 22 de mayo de 2022       | PL                         |        |
| Ministerio de Energía y Minas                      |         | Alessandra Gilda Herrera Jara     | 22 de mayo de 2022       | 25 de noviembre de 2022  | Ind.                       | [ 67 ] |
| Ministerio de Transportes y Comunicaciones         |         | Juan Fernando Silva Villegas      | 29 de julio de 2021      | 28 de febrero de 2022    | Ind.                       |        |
| Ministerio de Transportes y Comunicaciones         |         | Nicolás Bustamante Coronado       | 4 de marzo de 2022       | 22 de mayo de 2022       | Ind.                       |        |
| Ministerio de Transportes y Comunicaciones         |         | Juan Mauro Barranzuela Quiroga    | 22 de mayo de 2022       | 5 de agosto de 2022      | Ind.                       |        |
| Ministerio de Transportes y Comunicaciones         |         | Geiner Alvarado López             | 5 de agosto de 2022      | 16 de septiembre de 2022 | Ind.                       | [ 53 ] |
| Ministerio de Transportes y Comunicaciones         |         | Richard Washington Tineo Quispe   | 24 de septiembre de 2022 | 25 de noviembre de 2022  | Ind.                       | [ 54 ] |
| Ministerio de Vivienda, Construcción y Saneamiento |         | Geiner Alvarado López             | 29 de julio de 2021      | 5 de agosto de 2022      | Ind.                       |        |
| Ministerio de Vivienda, Construcción y Saneamiento |         | César Paniagua Chacón             | 5 de agosto de 2022      | 25 de noviembre de 2022  | Ind.                       | [ 68 ] |
| Ministerio de la Mujer y Poblaciones Vulnerables   |         | Diana Mirian Miloslavich Túpac    | 8 de febrero de 2022     | 24 de agosto de 2022     | Ind.                       |        |
| Ministerio de la Mujer y Poblaciones Vulnerables   |         | Claudia Dávila Moscoso            | 24 de agosto de 2022     | 25 de noviembre de 2022  | Ind.                       | [ 47 ] |
| Ministerio del Ambiente                            |         | Wilbert Gabriel Rozas Beltrán     | 24 de agosto de 2022     | 25 de noviembre de 2022  | FA                         |        |
| Ministerio de Cultura                              |         | Alejandro Antonio Salas Zegarra   | 1 de febrero de 2022     | 5 de agosto de 2022      | SP (2022) Ind. (2022)      |        |
| Ministerio de Cultura                              |         | Betssy Betzabet Chávez Chino      | 5 de agosto de 2022      | 25 de noviembre de 2022  | PL                         |        |
| Ministerio de Desarrollo e Inclusión Social        |         | Dina Ercilia Boluarte Zegarra     | 29 de julio de 2021      | 25 de noviembre de 2022  | PL (2021-2022) Ind. (2022) |        |